# المعروم (جبلة)

تعديل مصدري - تعديل

المعروم محلة تابعة لقرية القلعة، التابعة لعزلة الشهلي بمديرية جبلة إحدى مديريات محافظة إب في الجمهورية اليمنية، بلغ تعداد سكانها 33 حسب تعداد اليمن لعام 2004.